# Breñal de Florida

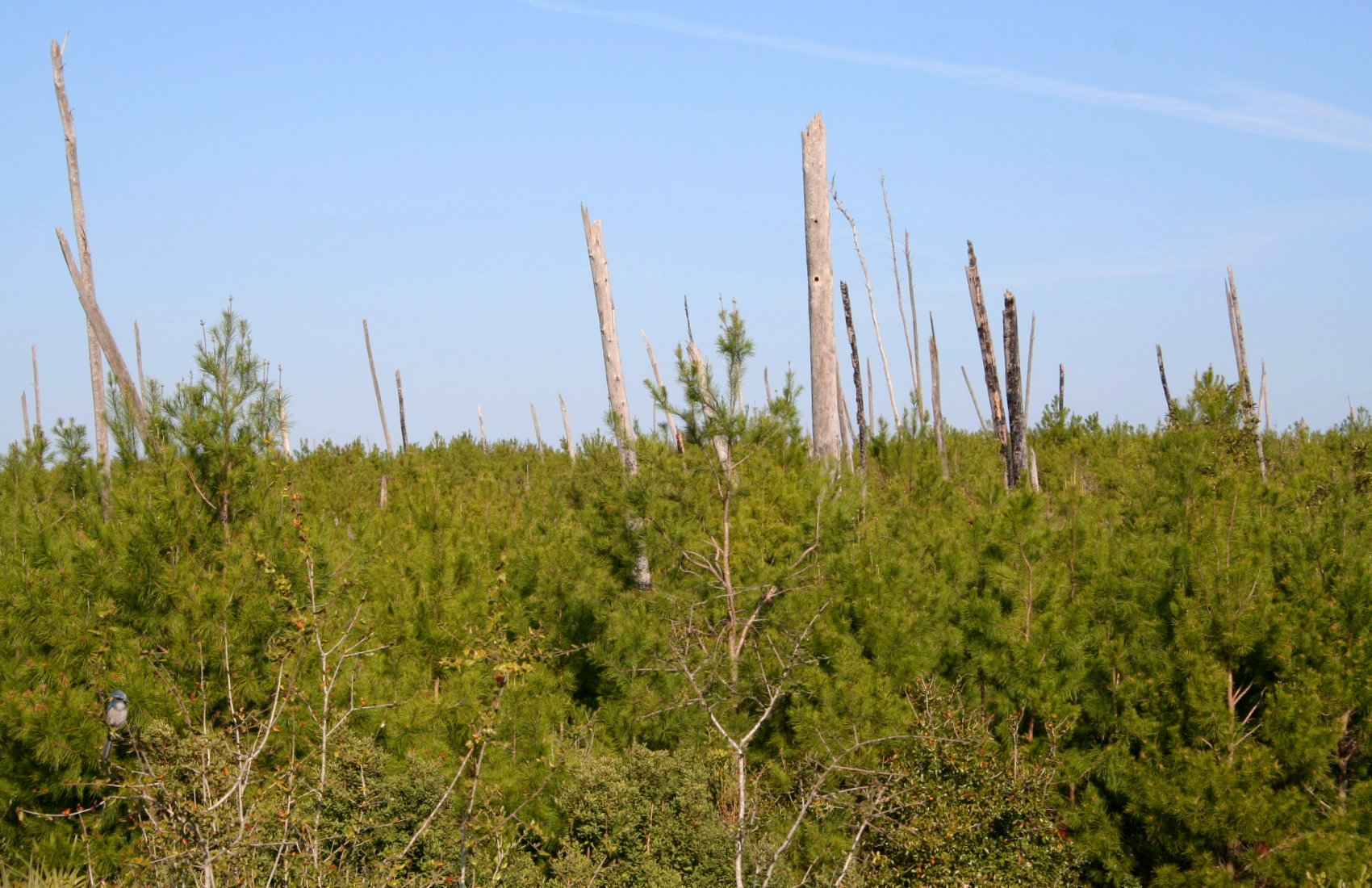
Breñal de Florida

Sand Skink range

El breñal de Florida es una ecorregión amenazada de bosque templado de coníferas del estado de Florida en los Estados Unidos. Se encuentra tanto en terrenos arenosos costeros, como del interior y está caracterizado por una comunidad de plantas xerófitas dominada por arbustos y robles enanos. Los suelos, un tipo de entisol, provienen del cuarzo y son bajos en materia orgánica, légamo, y arcilla. Gracias a los suelos arenosos de bajo contenido en nutrientes que no conservan la humedad, el ecosistema es de tipología árida. Los fuegos son infrecuentes en este ecosistema. La mayor parte de la precipitación anual (unos 135 cm) se produce en verano. Se encuentra amenazado por el desarrollo residencial, comercial y agrícola, con la mayor zona superviviente situada dentro y alrededor del Bosque Nacional de Ocala. El Refugio nacional de vida silvestre del lago Wales Ridge también alberga una gran porción de este hábitat, mientras que la Estación biológica de Archbold cerca de Lake Placid, contiene cerca de 20 km² de hábitat de matorral donde se realizan investigaciones biológicas patrocinadas por la propia estación.

## Flora y fauna
La flora y la fauna tienen un alto nivel de endemismos con un número estimado de 40 especies de plantas, 4 de vertebrados y por lo menos 46 especies de artrópodos que no se encuentran en ninguna otra parte.

### Flora
Los bosquetes de Pinus clausa constituyen el dosel forestal. Entre las especies de plantas más comunes se encuentran Quercus geminata, Quercus myrtifolia, Quercus inopina, Quercus chapmanii, Ceratiola ericoides, Sabal etonia,Serenoa repens, Garberia heterophylla, Lyonia lucida,Lyonia ferruginea, Cladonia spp., Ilex opaca var. arenicola, Osmanthus megacarpa, Asimina obovata, Persea humilis, Yucca filamentosa, y Opuntia humifusa.
Entre las plantas amenazadas de este breñal se encuentran  Calamintha ashei, Chionanthus pygmaeus, Polygonella myriophylla, Prunus geniculata, Conradina brevifolia, Dicerandra christmanii, Nolina brittoniana, Liatris ohlingerae,  Lupinus aridorum, y Bonamia grandiflora.

### Fauna
Entre los animales más destacados se encuentran Aphelocoma coerulescens, Podomys floridanus, Neoseps reynoldsi, Eumeces egregius lividus, Sceloporus woodi, y Rhineura floridana.